# 孙望
孙望（1912年—1990年），原名孙自强，一作子强，字止畺，号蜗叟，笔名盖郁金、河上雄、鲁尔，男，江苏常熟人，中国古典文学研究家、作家，曾任中华诗词学会顾问。